# Liste der Baudenkmale in Ganderkesee
In der Liste der Baudenkmale in Ganderkesee sind die Baudenkmale der niedersächsischen Gemeinde Ganderkesee und ihrer Ortsteile aufgelistet. Der Stand der Liste ist der 18. Juli 2022.

## Allgemein
In den Spalten befinden sich folgende Informationen:
- Lage: die Adresse des Baudenkmales und die geographischen Koordinaten. Kartenansicht, um Koordinaten zu setzen. In der Kartenansicht sind Baudenkmale ohne Koordinaten mit einem roten Marker dargestellt und können in der Karte gesetzt werden. Baudenkmale ohne Bild sind mit einem blauen Marker gekennzeichnet, Baudenkmale mit Bild mit einem grünen Marker.
- Bezeichnung: Bezeichnung des Baudenkmales
- Beschreibung: die Beschreibung des Baudenkmales. Unter § 3 Abs. 2 NDSchG werden Einzeldenkmale und unter § 3 Abs. 3 NDSchG Gruppen baulicher Anlagen und deren Bestandteile ausgewiesen.
- ID: die Objekt-ID des Baudenkmales
- Bild: ein Bild des Baudenkmales, ggf. zusätzlich mit einem Link zu weiteren Fotos des Baudenkmals im Medienarchiv Wikimedia Commons. Wenn man auf das Kamerasymbol klickt, können Fotos zu Baudenkmalen aus dieser Liste hochgeladen werden:

## Bookholzberg
| Lage                                          | Bezeichnung               | Beschreibung | ID       | Bild |
| --------------------------------------------- | ------------------------- | --- | -------- | ---- |
| Ammerweg 19 53° 5′ 31″ N, 8° 30′ 57″ O        | Gut Hohenböken            | Großes Hallenhaus von um 1870 in der Art eines Vierständerhauses. Außenwände in Backstein mit Blendarkaden, an Wohnteil polygonaler eingeschossiger Standerker im Wirtschaftsgiebel große Ladeluke (heute Fenster)                      | 35959691 | BW   |
| Hedenkampstraße 1 53° 5′ 9″ N, 8° 31′ 27″ O   | Wohn-/ Wirtschaftsgebäude | | 35959022 | BW   |
| Hedenkampstraße 1 53° 5′ 9″ N, 8° 31′ 28″ O   | Werkstatt                 | | 35958676 | BW   |
| Schäfersweg 5 53° 5′ 20″ N, 8° 32′ 12″ O      | Wohn-/ Wirtschaftsgebäude | Hofanlage Schäfersweg 5 mit Zweiständerhallenhaus in Fachwerk mit Steinausfachungen und Krüppelwalmdach, teils in Reetdeckung aus der 1. Hälfte des 19. Jahrhunderts.                                                                   | 35956980 | BW   |
| Schäfersweg 5 53° 5′ 20″ N, 8° 32′ 13″ O      | Scheune                   | Scheune längs der Straße. Eingeschossiger Fachwerkbau mit Backsteinausfachungen. Querdurchfahrt. Erbaut wohl in der 1. Hälfte des 19. Jahrhunderts.                                                                                     | 35957008 | BW   |
| Schäfersweg 5 53° 5′ 20″ N, 8° 32′ 11″ O      | Scheune                   | Rückwärtige Scheune. Eingeschossiger Fachwerkbau mit Backsteinausfachungen unter Walmdach. Querdurchfahrt. Rechts jüngerer Schuppenanbau in Holz auf Backsteinsockel unter Pultdach. Erbaut wohl in der 1. Hälfte des 19. Jahrhunderts. | 35957036 | BW   |
| Stedinger Straße 4 53° 5′ 15″ N, 8° 31′ 41″ O | Wohn-/ Wirtschaftsgebäude | Zweiständerhallenhaus aus der Mitte des 19. Jahrhunderts in Fachwerk mit Steinausfachungen und Krüppelwalmdach in Reetdeckung | 35956877 | BW   |

### Freilichtbühne Stedingsehre
Alle Bauwerke wurden 1934–1935 durch den Architekten Walter Reimann erbaut.

| Lage                                    | Bezeichnung            | Beschreibung | ID       | Bild |
| --------------------------------------- | ---------------------- | --- | -------- | ---- |
| Apfelallee 1 53° 5′ 51″ N, 8° 31′ 35″ O | Gästehaus              | Großer eingeschossiger Fachwerkbau über Kellersockel unter Schopfwalmdach. Beidseitig breite Schleppgaupen. | 35958097 | BW   |
| Apfelallee 1 53° 5′ 52″ N, 8° 31′ 28″ O | Tribüne                | In der Art eines antiken Theaters offene Tribünenanlage mit ca. 10000 Plätzen in Form eines Kreissegments (etwa ein Drittelkreis). Unter Ausnutzung des Geestrückens, der weiter aufgeschüttet wurde, mit aufsteigenden Rängen in den Hang hineingebaut. Ränge aus Backsteinmauerwerk, fünf Abteilungen unterbrochen durch flache Treppen. Streng axiale Anlage, in der Mitte oben im Süden eine Ehrentribüne mit drei Rängen. Südlich der breite Eingang als flache Treppe zwischen zwei rechteckigen eingeschossigen Kopfbauten, der östliche noch mit Walmdach. | 35957571 |      |
| Apfelallee 1 53° 5′ 54″ N, 8° 31′ 30″ O | Zugbrücke im Spieldorf | Holzbrücke über den Wassergraben vor dem Spieldorf, darüber Konstruktion aus Baumstämmen mit Eisenkette und Findlingen als Gegengewicht im Aussehen einer Zugbrücke. | 35958070 | BW   |
| Apfelallee 1 53° 5′ 54″ N, 8° 31′ 25″ O | Spieldorf Haus Nr. 2   | Eingeschossiger Fachwerkbau mit Backsteinausfachungen unter Schopfwalmdach mit Niedersachsengiebeln in Reetdeckung. Aussehen einer Wassermühle mit Stauwehr und Wasserrad. | 35957931 | BW   |
| Apfelallee 1 53° 5′ 54″ N, 8° 31′ 26″ O | Spieldorf Haus Nr. 3   | Eingeschossiger Fachwerkbau mit Backsteinausfachungen unter Schopfwalmdach mit Niedersachsengiebeln in Reetdeckung. Aussehen eines Wohn-/Wirtschaftsgebäudes mit großem Dielentor und vorschauerartigen Anbauten am Wirtschaftsgiebel. | 35957904 | BW   |
| Apfelallee 1 53° 5′ 55″ N, 8° 31′ 26″ O | Spieldorf Haus Nr. 4   | Eingeschossiger Wandständerfachbau mit Backsteinausfachungen unter Walmdach in Reetdeckung. | 35957875 | BW   |
| Apfelallee 1 53° 5′ 55″ N, 8° 31′ 27″ O | Spieldorf Haus Nr. 5   | Größerer eingeschossiger Fachwerkbau mit Backsteinausfachungen unter Walmdach/Schopfwalmdach mit Niedersachsengiebeln in Reetdeckung. Aussehen eines Wohn-/Wirtschaftsgebäudes, am Wohngiebel hohe Fenstergruppe, am Wirtschaftsgiebel Dach auf Stützen vorgezogen und westlich kleiner Anbau. | 35957958 | BW   |
| Apfelallee 1 53° 5′ 55″ N, 8° 31′ 28″ O | Spieldorf Haus Nr. 6   | Eingeschossiger Fachwerkbau mit Backsteinausfachungen unter Walmdach mit Reetdeckung. Eingang an der Längsseite. | 35957987 | BW   |
| Apfelallee 1 53° 5′ 56″ N, 8° 31′ 28″ O | Spieldorf Haus Nr. 7   | Zweiständerhallenhaus mit Backsteinausfachungen unter Schopfwalmdach mit Niedersachsengiebeln. Aussehen in der Art eines Wohn-/Wirtschaftsgebäudes, Wirtschaftsgiebel dabei zur Bühne gerichtet. | 35957761 | BW   |
| Apfelallee 1 53° 5′ 55″ N, 8° 31′ 29″ O | Spieldorf Haus Nr. 8   | Zweiständerhallenhaus mit Backsteinausfachungen unter Schopfwalmdach mit Niedersachsengiebeln. Aussehen in der Art eines Wohn-/Wirtschaftsgebäudes, Wirtschaftsgiebel dabei zur Bühne gerichtet. Kleine Schwalbenschwanzgaupe. | 35957734 | BW   |
| Apfelallee 1 53° 5′ 55″ N, 8° 31′ 30″ O | Spieldorf Haus Nr. 9   | Eingeschossiger Fachwerkbau mit Backsteinausfachungen unter Walmdach in Reetdeckung. | 35957601 | BW   |
| Apfelallee 1 53° 5′ 54″ N, 8° 31′ 29″ O | Spieldorf Haus Nr. 11  | Eingeschossiges Fachwerkgebäude auf Feldsteinfundament mit Backsteinausfachungen unter Schopfwalmdach mit Niedersachsengiebeln in Reetdeckung. Eingang an der Traufseite. | 35958016 | BW   |
| Apfelallee 1 53° 5′ 56″ N, 8° 31′ 26″ O | Spieldorf Haus Nr. 14  | Eingeschossiger Fachwerkbau mit Backsteinausfachungen unter Schopfwalmdach mit Niedersachsengiebeln in Reetdeckung. Zugang traufseitig. | 35957817 | BW   |
| Apfelallee 1 53° 5′ 56″ N, 8° 31′ 31″ O | Spieldorf Haus Nr. 17  | Langgestreckter eingeschossiger Fachwerkbau mit Backsteinausfachungen unter Schopfwalmdach in Reetdeckung. Westliche Trauifseite mit Kübbung, Giebelseiten mit Dielentoren, Fenster an der östlichen Traufseite. | 35957705 | BW   |
| Apfelallee 1 53° 5′ 55″ N, 8° 31′ 24″ O | Spieldorf Haus Nr. 22  | Großer Fachwerkbau mit Backsteinausfachungen unter Schopfwalmdach mit Niedersachsengiebeln in Reetdeckung. Traufseitig mittiger Zugang, beidseitig langgestreckte Schwalbenschwanzgaupen. | 35957844 | BW   |
| Apfelallee 1 53° 5′ 55″ N, 8° 31′ 31″ O | Tunnel                 | Überführung des Deichbauwerks des Spieldorfs über den Wassergraben vor der Bühne, bildet einen tunnelartigen Durchlass für die Schauspieler in Wasserfahrzeugen. | 35958043 | BW   |
| Apfelallee 1 53° 5′ 57″ N, 8° 31′ 27″ O | Feinmechanikwerkstatt  | Langgestreckter eingeschossiger Backsteinbau unter Schopfwalmdach in Reetdeckung. Zugang an der südlichen Traufseite mittig, großflächige Fenster. | 35957788 | BW   |
| Apfelallee 1 53° 5′ 56″ N, 8° 31′ 32″ O | Wohnhaus               | Eingeschossiger Fachwerkbau mit Backsteinausfachungen unter Schopfwalmdach in Reetdeckung. Hauseingang giebelseitig. | 35958150 | BW   |
| Apfelallee 1 53° 5′ 57″ N, 8° 31′ 32″ O | Wohnhaus               | Eingeschossiger Fachwerkbau mit Backsteinausfachungen unter Schopfwalmdach in Reetdeckung. Fledermausgaube. | 35958179 | BW   |
| Apfelallee 1 53° 5′ 57″ N, 8° 31′ 33″ O | Toilette               | Kleiner flachgedeckter Ziegelbau unmittelbar am ehemaligen Bahnsteig der Freilichtbühne. Ursprünglich wohl Toilettenanlage und links davon Nebenraum, letzterer später zur Garage umgebaut. | 35958123 | BW   |

## Bürstel
| Lage                                           | Bezeichnung               | Beschreibung | ID       | Bild |
| ---------------------------------------------- | ------------------------- | --- | -------- | ---- |
| Am Heidenwall 9 53° 1′ 7″ N, 8° 30′ 17″ O      | Backhaus                  | Backhäuser Am Heidenwall 9 und Bürsteler Straße 35 Fachwerkbau in Wandständerkonstuktion mit Backstein-, teilweise Lehmausfachungen unter Satteldach. Ofen mit Verdachung in Hohlpfannendeckung. Als Zugang von Osten Bohlentür. Erbaut 1773, 1988 vom etwa 220 Meter entfernten Hof Alfs (Sykstraße 8) hierhin versetzt. | 35958597 |      |
| Bürsteler Straße 35 53° 1′ 5″ N, 8° 30′ 38″ O  | Wohn-/ Wirtschaftsgebäude | Hofanlage Bürsteler Straße 35 Zweiständerhallenhaus von 1838 in Fachwerk mit Backsteinausfachungen und Krüppelwalmdach in Reetdeckung sowie links traufseitiger Stallanbau in Backstein mit Satteldach von wohl um 1900                                                                                                   | 35957364 | BW   |
| Bürsteler Straße 35 53° 1′ 4″ N, 8° 30′ 39″ O  | Scheune                   | Südöstlich gelegene große Fachwerkscheune von 1877 mit Steinausfachungen, Krüppelwalmdach und seitlicher Längsdurchfahrt | 35957389 | BW   |
| Bürsteler Straße 35 53° 1′ 6″ N, 8° 30′ 37″ O  | Backhaus                  | Backhäuser Am Heidenwall 9 und Bürsteler Straße 35 Kleiner Fachwerkbau mit Steinausfachungen und Krüppelwalmdach von wohl um die Mitte des 19. Jhs. | 35957415 |      |
| Bürsteler Straße 39 53° 1′ 18″ N, 8° 30′ 41″ O | Wohn-/ Wirtschaftsgebäude | Wohn- und Wirtschaftsgebäude Bürsteler Straße 39 Vierständerhallenhaus von 1909 mit Backsteinaußenwänden und Satteldach, am Wirtschaftsgiebel Backsteinziersetzungen | 41857063 | BW   |

## Falkenburg
| Lage                                      | Bezeichnung         | Beschreibung | ID       | Bild |
| ----------------------------------------- | ------------------- | --- | -------- | ---- |
| Hauptstraße 30 53° 2′ 55″ N, 8° 29′ 24″ O | Amtshaus Falkenburg | Eingeschossiges, neunachsiges verputztes Gebäude von 1824 mit Krüppelwalmdach, Mittelrisalit, saniert 1935/36 und 1954, danach umgebaut; heute Seminar- und Veranstaltungsort im Dorfpark Falkenburg | 35956820 | BW   |
| Hauptstraße 30 53° 2′ 55″ N, 8° 29′ 23″ O | Wirtschaftsgebäude  | Wirtschaftsgebäude Hauptstraße 30 Putzbau mit Krüppelwalmdach, quer zum ehemaligen Amtshaus, rechts und links Anbauten mit Satteldach, wohl aus der 1. Hälfte des 19. Jhs.                           | 39131815 | BW   |
| Hauptstraße 30 53° 2′ 56″ N, 8° 29′ 28″ O | Park                | Weitläufiger Landschaftspark. Weitgehend original erhalten im südlichen und östlichen Bereich der Gesamtanlage. Im Süden an der Straße Buchenhecke. Im Kern aus der 1. Hälfte des 19. Jhs.           | 39131872 | BW   |

## Ganderkesee
| Lage                                     | Bezeichnung                          | Beschreibung | ID       | Bild           |
| ---------------------------------------- | ------------------------------------ | --- | -------- | -------------- |
| Ring 53° 1′ 58″ N, 8° 32′ 47″ O          | St. Cyprian und Cornelius (Kirche)   | Hallenkirche der 1. Hälfte des 15. Jhs. mit polygonalem Chor und Westturm des frühen 12. Jhs., Sakristeianbau aus Backstein um 1500. Der romanische Turm aus Feldsteinen, die Westseite aus Ziegeln, die gekuppelten Klangarkaden im zweiten OG aus Portasandstein. Der spätgotische Feldsteinbau mit Strebepfeilern überwiegend aus Ziegeln, das Maßwerk der Fenster aus Werkstein; der Ostgiebel des Langhauses durch ansteigende Blendbögen geschmückt. | 35957291 | Weitere Bilder |
| Ring 53° 1′ 57″ N, 8° 32′ 50″ O          | St. Cyprian und Cornelius (Kirchhof) | Friedhof um die Ganderkeseer Kirche. Aus verkehrstechnischen Gründen gegenüber der ursprünglichen Größe etwas verkleinert. Parkartige Gestaltung mit altem markanten Baumbestand, darunter eine Lindenreihe als westliche Begrenzung zum Arp-Schnitger-Platz. Grabmäler, die ältesten aus dem späten 17. und 18. Jh. Im östlichen Bereich eine Kriegsgräberstätte des Zweiten Weltkriegs, nördlich daneben ein Kriegerdenkmal in neugotischen Formen für die Toten des Deutsch-Französischen Krieges. Umgeben von einer Bruchsteinmauer, ehemals Trockenmauer. | 35957315 |                |
| Ring 14 53° 1′ 59″ N, 8° 32′ 46″ O       | St. Cyprian und Cornelius (Pastorat) | Eingeschossiger Putzbau unter Schopfwalmdach. Im Osten Wirtschaftsgiebel mit korbbogigem Dielentor, Gliederung mit Lisenen und geschossteilendem Band. Auf der Südseite Zwerchhaus. Auf der Nordseite im Osten eingeschossiger Wirtschaftsanbau, ebenfalls unter Schopfwalmdach. Datiert 1775. | 35957339 |                |
| Ring 14 53° 2′ 0″ N, 8° 32′ 46″ O        | St. Cyprian und Cornelius (Garten)   | Parkartig gestalteter Garten um das Pastorat. Markanter alter Baumbestand. Im nördlichen Teil ein Teich. Im Süden zum Ring Einfriedung als niedrige Backsteinmauer mit Holzzaun und Backsteinpfosten, wohl 1920er Jahre. | 35960295 |                |
| Wolfsheide 28 53° 1′ 57″ N, 8° 33′ 9″ O  | Wohn-/ Wirtschaftsgebäude            | Hofanlage Wolfsheide 28 Hallenhaus vom späten 19. Jh. mit Backsteinaußenmauern und Krüppelwalmdach in Reetdeckung mit sehr gut erhaltenem Innengerüst | 35958650 | BW             |
| Wolfsheide 28 53° 1′ 57″ N, 8° 33′ 10″ O | Stall                                | Angebauter Stall vom späten 19. Jh in Backsteinmauerwerk mit Satteldach | 35958701 | BW             |
| Wolfsheide 28 53° 1′ 58″ N, 8° 33′ 11″ O | Brunnen                              | | 35960586 | BW             |

## Schlutter
| Lage                                                 | Bezeichnung               | Beschreibung | ID       | Bild |
| ---------------------------------------------------- | ------------------------- | --- | -------- | ---- |
| Wildeshauser Landstraße 9 53° 1′ 58″ N, 8° 35′ 13″ O | Backhaus                  | Fachwerkbau in Wandständerkonstruktion mit Backsteinausfachungen unter Satteldach. Ofen mit Verdachung erhalten. Schwellen teilweise ersetzt, alte Deckung mit Hohlpfannen erhalten. Im Südwesten Bohlentür als Zugang, darüber Bergeluke. An der nordwestlichen Traufseite Anbau in Backstein unter Pultdach. | 35958301 | BW   |
| Wildeshauser Landstraße 15 53° 1′ 54″ N, 8° 35′ 5″ O | Wohn-/ Wirtschaftsgebäude | Wohn- und Wirtschaftsgebäude Wildeshauser Landstraße 15 Großes Zweiständer-Hallenhaus in Fachwerk mit Backsteinausfachungen unter Schopfwalmdach mit Niedersachsengiebel in Reetdeckung. Datiert 1806. | 35956792 | BW   |
| Wildeshauser Landstraße 15 53° 1′ 55″ N, 8° 35′ 7″ O | Backhaus                  | Fachwerkbau in Wandständerkonstruktion mit Backsteinausfachungen auf Ziegelfundament unter Satteldach. Giebel auf Knaggen vorkragend und verbrettert. Ofenummauerung mit Verdachung modern. Datiert 1757. | 35958273 | BW   |

## Schönemoor
| Lage                                                  | Bezeichnung               | Beschreibung | ID       | Bild           |
| ----------------------------------------------------- | ------------------------- | --- | -------- | -------------- |
| Schönemoorer Dorfstraße 10 53° 5′ 37″ N, 8° 36′ 22″ O | St. Katharinen (Kirche)   | Saalkirche aus Backsteinen mit querrechteckigem Westturm. Turm mit kleinen Biforienöffnungen unter der Traufe, unter spitzem Pyramidendach. Schiff mit Strebepfeilern und zwei Spitzbogenfenstern auf jeder Seite, unter Satteldach. Chor eingezogen und gerade geschlossen, an den Seiten je ein zweibahniges Spitzbogenfenster, in der Ostwand Dreifenstergruppe unter Spitzbogenblende, unter Satteldach. Mauerwerk z. T. aus Granitfindlingen, wohl älter, um die Fenster und im oberen Teil in Backstein erneuert, am Giebel Ziersetzung in Opus spicatum. Auf der Südseite Vorhalle unter Quersatteldach, sogenanntes Brauthaus. Im Schiff drei Kreuzrippengewölbe auf runden Gurtbögen und Konsolen, im Chor Bandrippengewölbe. Reste mittelalterlicher Wandmalerei, überwiegend ornamental und vegetabil, im Chorgewölbe die Hl. Katharina, an der Wand eine Kreuzigung. Kanzel barock. Kirche erstmals 1230 genannt, aus dieser Zeit vielleicht die Außenwände des Chores. 1324 Weihe. | 35957114 | Weitere Bilder |
| Schönemoorer Dorfstraße 10 53° 5′ 36″ N, 8° 36′ 25″ O | St. Katharinen (Friedhof) | Friedhof um die Pfarrkirche von Schönemoor, in der Anlage mittelalterlich. Zahlreiche Grabsteine noch aus dem 17.-19. Jh. Parkartig gestaltet mit Wegen und Bäumen, umgeben von einer Buchenhecke, auf der Südwestseite ein doppeltes Eisentor. Im Süden eine moderne Erweiterung. | 35957465 | BW             |
| Schönemoorer Dorfstraße 10 53° 5′ 34″ N, 8° 36′ 20″ O | St. Katharinen (Allee)    | Zufahrt von der Hauptstraße zur Schönemoorer Kirche in der zweiten Hälfte als doppelte Allee mit vier Reihen alter markanter Eichen gestaltet (die beiden westlichen Reihen etwas unregelmäßiger angeordnet). | 35960459 | BW             |
| Schönemoorer Dorfstraße 45 53° 5′ 57″ N, 8° 35′ 23″ O | Wohn-/ Wirtschaftsgebäude | Wohn- und Wirtschaftsgebäude Schönemoorer Dorfstraße 45 Zweiständerhallenhaus von wohl aus dem letzten Drittel des 19. Jhs., mit Außenwänden aus teilweise verziertem Backstein, mit Krüppelwalmdach | 35957631 | BW             |

## Stenum
| Lage                                        | Bezeichnung                | Beschreibung | ID       | Bild |
| ------------------------------------------- | -------------------------- | --- | -------- | ---- |
| Heilstättenweg 2 53° 4′ 46″ N, 8° 33′ 24″ O | Wohnhaus                   | Wohnhaus Heilstättenweg 2 Backsteinbau von 1900 mit Drempel und Walm- und Satteldächern sowie zwei Risalite und rückwärtig Wintergartenanbau. | 35957192 | BW   |
| Kehnmoorweg 18 53° 4′ 32″ N, 8° 33′ 54″ O   | St. Michael (Kirche)       | Ehemalige Lagerhalle von 1935, 1950 durch die katholische Kirche erworben und umgebaut, verschalter Holzbau mit Satteldach, an der Südostecke ein zweigeschossiger rechteckiger Turm in Holz | 35958724 | BW   |
| Kehnmoorweg 18 53° 4′ 32″ N, 8° 33′ 53″ O   | St. Michael (Nebengebäude) | Eingeschossiger Putzbau unter Schopfwalmdach. Rückwand an die Kirche grenzend. An der Stirnseite Wandmalerei eines Hl. Michael. Erbaut 1935 als Verkaufsraum einer Eisenwarenhandlung, 1950 für Zwecke der katholischen Kirchengemeinde adaptiert und die Malerei hinzugefügt.                                                                                      | 35960540 | BW   |
| Kehnmoorweg 18 53° 4′ 33″ N, 8° 33′ 53″ O   | St. Michael (Pfarrhaus)    | Eingeschossiger Putzbau unter Schopfwalmdach. Auf der Vorderseite links Eingangsvorbau unter Schopfwalmdach, auf der Rückseite rechts eingebauter Wintergarten in Fachwerk, auf dem Dach Gaupe unter Schopfwalmdach. Erbaut 1928 als "Albrechts Kaffeehaus" (Pensionat und Waldcafé), ab 1935 Wohnhaus eines Eisenwarenhändlers, ab 1950 Pfarrhaus, heute Wohnhaus. | 35960271 | BW   |

## Außerhalb
| Lage                                                                | Bezeichnung               | Beschreibung | ID       | Bild           |
| ------------------------------------------------------------------- | ------------------------- | --- | -------- | -------------- |
| (Achterbrook) Schönemoorer Dorfstraße 61 53° 5′ 47″ N, 8° 35′ 0″ O  | Wohn-/ Wirtschaftsgebäude | Hofanlage Schönemoorer Dorfstraße 61 Vierständerhallenhaus von 1910, Backsteinbau mit Satteldach | 35959609 | BW             |
| (Achterbrook) Schönemoorer Dorfstraße 61 53° 5′ 47″ N, 8° 34′ 59″ O | Hühnerstall               | Kleiner Backsteinbau vom frühen 20. Jh. mit Satteldach | 43390819 | BW             |
| (Achterbrook) Schönemoorer Dorfstraße 61 53° 5′ 48″ N, 8° 35′ 2″ O  | Scheune                   | Fachwerkscheune vom frühen 20. Jh., teils mit Steinausfachungen, teils verbrettert, mit Walmdach sowie zwei SchuppenanbautenErbaut wohl | 43390800 | BW             |
| (Bergedorf) Zur Heide 11 53° 1′ 47″ N, 8° 27′ 25″ O                 | Wohn-/ Wirtschaftsgebäude | Wohn- und Wirtschaftsgebäude Zur Heide 11 Zweiständer-Hallenhaus von 1749 in Fachwerk mit Steinausfachungen mit reetgedecktem Krüppelwalmdach, heute (2023) eine Ruine. | 35956743 |                |
| (Hasbruch) 53° 4′ 4″ N, 8° 29′ 3″ O                                 | Jagdhütte                 | Jagdhütte Hasbruch Außen verbretterter Wandständerbau von 1857 mit Pyramidendach, für Forstarbeiter und für Großherzog Peter II. | 35956956 | Weitere Bilder |
| (Grüppenbühren) Brandewurth 146 53° 4′ 14″ N, 8° 31′ 51″ O          | Gulfhaus                  | Hofanlage Brandewurth 146 Backsteinbau als Gulfhaus von um 1900 mit halben Krüppelwalmdach, bestehend aus dem breiteren Stall-/Scheunenteil im Norden und dem schmaleren Wohnteil im Süden | 35956847 | BW             |
| (Grüppenbühren) Brandewurth 146 53° 4′ 14″ N, 8° 31′ 50″ O          | Stall                     | Angebauter angepasster firstparalleler Backsteinbau von um 1900 mit Satteldach. | 35958951 | BW             |
| (Heide) Schönemoorer Landstraße 20 53° 4′ 32″ N, 8° 37′ 19″ O       | Wohn-/ Wirtschaftsgebäude | Zweiständerhallenhaus in Fachwerk mit Backsteinausfachungen unter Schopfwalmdach mit Niedersachsengiebeln in Reetdeckung. Wohngiebel im unteren Teil in Backstein erneuert. Erbaut wohl in der 1. Hälfte des 19. Jhs. | 35957143 | BW             |
| (Hengsterholz) B 213, km 10 52° 58′ 31″ N, 8° 31′ 21″ O             | Kilometerstein            | Hochrechteckiger Quader, obere Fläche segmenttonnenförmig gewölbt. Auf der Vorderseite die Zahl "10,0" eingemeißelt. Gehört zur in diesem Abschnitt zwischen 1856 und 1869 angelegten Chaussee Delmenhorst - Cloppenburg - Nordhorn. 1874 neue Distanzmarkierung in Abständen von 5 km, dabei die alten Meilensteine wiederverwendet. | 35958228 |                |
| (Hoykenkamp) Am Holz 120 53° 3′ 56″ N, 8° 36′ 1″ O                  | Wohn-/ Wirtschaftsgebäude | Hofanlage Alfs/Kruse Zweiständerhallenhaus von 1810 mit Krüppelwalmdach, Wirtschaftsgiebel in Fachwerk mit Steinausfachungen, Wohngiebel aus Backstein auf Sandsteinsockel mit Sandsteingesim, Anbau als Stall und Scheune | 35960061 | BW             |
| (Hoykenkamp) Am Holz 120 53° 3′ 56″ N, 8° 36′ 3″ O                  | Scheune                   | | 35960093 | BW             |
| (Immer) Hengsterholzer Straße 52 53° 0′ 23″ N, 8° 30′ 30″ O         | Wohn-/ Wirtschaftsgebäude | Wohn- und Wirtschaftsgebäude Hengsterholzer Straße 52 Zweiständerhallenhaus in Fachwerk vom Ende des 18. Jhs. mit Krüppelwalmdach, Wohnteil in Backstein erneuert | 35956768 | BW             |
| (Immer) Im Fladder 24 53° 0′ 25″ N, 8° 29′ 54″ O                    | Speicher                  | Fachwerkspeicher auf Backsteinfundament in Ankerbalkenkonstruktioin mit verputzten Ausfachungen unter Satteldach. Auf der Südseite Anbau unter Pultdach. Datiert 1817 am Türbalken. | 35957653 | BW             |
| (Kreyenhoop) Kreyenhooper Straße 11 53° 6′ 6″ N, 8° 32′ 50″ O       | Wohn-/ Wirtschaftsgebäude | | 35959271 | BW             |
| (Landwehr) B 213, km 5 53° 0′ 43″ N, 8° 33′ 43″ O                   | Kilometerstein            | Hochrechteckiger Quader, obere Fläche segmenttonnenförmig gewölbt. Gehört zur in diesem Abschnitt zwischen 1856 und 1869 angelegten Chaussee Delmenhorst - Cloppenburg - Nordhorn. 1874 neue Distanzmarkierung in Abständen von 5 km, dabei die alten Meilensteine wiederverwendet.                                                   | 35958206 |                |
| Landwehr 37 53° 0′ 16″ N, 8° 33′ 21″ O                              | Wohn-/ Wirtschaftsgebäude | Wohn- und Wirtschaftsgebäude Landwehr 37 Zweiständerhallenhaus von 1892 mit Außenmauern in Backstein und Krüppelwalmdach, erbaut unter Verwendung von Materialien des abgebrannten Vorgängerbaus (Schäferhaus: Zweiständerhallenhaus in Fachwerk von 1647)                                                                            | 35959068 | BW             |
| (Meierhafe) Nr. 52° 58′ 48″ N, 8° 32′ 32″ O                         | Scheune                   | Fachwerkscheune mit Backsteinausfachungen, teilweise mit Stakungen, teilweise verbrettert, unter Walmdach. Mittige Querdurchfahrt. An der Ostseite Anbau in Holz unter Pultdach. Erbaut wohl um die Mitte des 19. Jhs. | 35958324 |                |
| (Moorwede) Kreyenhooper Straße 50 53° 6′ 48″ N, 8° 34′ 7″ O         | Wohn-/ Wirtschaftsgebäude | Hofanlage Kreyenhooper Straße 50 Zweiständerhallenhaus von 1796 in Fachwerk mit Steinausfachungen und Krüppelwalmdach in Reetdeckung | 35956901 | BW             |
| (Moorwede) Kreyenhooper Straße 50 53° 6′ 48″ N, 8° 34′ 9″ O         | Nebengebäude              | Fachwerkhaus mit Backsteinausfachungen mit Walmdach in Reetdeckung. Erbaut wohl gleichzeitig mit dem Haupthaus 1796 oder im frühen 19. Jh. | 35960363 | BW             |
| (Mönchhof) Zum Schierenfeld 5 53° 6′ 30″ N, 8° 33′ 58″ O            | Wohn-/ Wirtschaftsgebäude | Wohn- und Wirtschaftsgebäude Zum Schierenfeld 5 Zweiständerhallenhaus aus der Mitte des 19. Jhs. in Fachwerk mit Steinausfachungen und Krüppelwalmdach in Reetdeckung | 35956929 | BW             |
| (Nutzhorn) Nutzhorner Landstraße 1 53° 5′ 43″ N, 8° 34′ 20″ O       | Gutshaus                  | Gutshaus Nutzhorner Landstraße 1 Fachwerkbau vom frühen 18. Jh. mit Backsteinausfachungen und Walmdach, Rückwärtig mittig Stallanbau vom wohl Ende 19. Jh. als Hallenhaus in Backstein | 35957064 | BW             |
| (Rethorn) Birkenweg 28 53° 5′ 16″ N, 8° 33′ 54″ O                   | Wohnhaus                  | Wohnhaus Birkenweg 28 Zurückgesetzter Putzbau aus den 1920er Jahren mit Mansarddach, Auslucht, Eingangsvorbau, Wintergartenanbau sowie expressionistischen Fensterbekrönungen | 35959568 | BW             |
| (Schierbrok) Achternstraße 3 53° 5′ 28″ N, 8° 34′ 55″ O             | Windmühle                 | Schierbroker Windmühle, Galerieholländer von 1894 auf achteckigem Backsteinunterbau. Rückwärtig und rechtsseitig moderne Anbauten | 35957167 | BW             |
| (Schierbrok) Zum Altengraben 20 53° 5′ 31″ N, 8° 35′ 7″ O           | Hof Menkens               | Hofanlage Menkens Zweiständerhallenhaus von 1835 in Fachwerk mit Steinausfachungen und Krüppelwalmdach, am Wirtschaftsgiebel in Reetdeckung, Wohnteil in Backstein erneuert und verlängert | 35957492 | BW             |
| (Schierbrok) Zum Altengraben 20 53° 5′ 32″ N, 8° 35′ 9″ O           | Scheune                   | Verbretterte Holzkonstruktion mit Querdurchfahrt mit Walmdach von um die Mitte oder in der 2. Hälfte des 19. Jhs. | 35957519 | BW             |
| (Schierbrok) Zum Altengraben 20 53° 5′ 32″ N, 8° 35′ 7″ O           | Garten                    | Garten mit markantem alten Baumbestand und Buchenhecke zur Straße | 35960436 | BW             |
| (Sethe) Nr. 43 52° 59′ 17″ N, 8° 33′ 5″ O                           | Scheune                   | Scheune Sethe Nr. 43 Fachwerkscheune mit Ausfachungen in Lehmstakung unter Satteldach. Querdurchfahrt. Giebel verbrettert. Erbaut wohl in der 1. Hälfte des 19. Jhs. | 35959045 |                |
| (Sethe) Nr. 2 52° 59′ 13″ N, 8° 32′ 59″ O                           | Backhaus                  | Fachwerkbau in Wandständerkonstruktion mit Ausfachungen in Backstein (erneuert und Fußstreben teilweise entfernt) unter Satteldach. Ofenanbau auf Feldsteinfundament und auf der Nordseite Anbau unter Pultdach. | 35958250 | BW             |
| (Steinkimmen) Falkenburger Weg 71 53° 2′ 54″ N, 8° 27′ 3″ O         | Wohn-/ Wirtschaftsgebäude | Wohn- und Wirtschaftsgebäude Falkenburger Weg 71 Kleines Zweiständer-Hallenhaus von 1822 in Fachwerk mit Steinausfachungen und Krüppelwalmdach in Reetdeckung | 35956695 | BW             |
| (Steinkimmen) Kimmer Landstraße 70 53° 2′ 46″ N, 8° 26′ 55″ O       | Wohn-/ Wirtschaftsgebäude | Wohn- und Wirtschaftsgebäude Kimmer Landstraße 70 Zweiständerhallenhaus von 1770 in Fachwerk mit Steinausfachungen und Krüppelwalmdach in Reetdeckung, Wohnteil in Backstein erneuert | 35957681 | BW             |